# 竹盛天雄
竹盛 天雄（たけもり てんゆう、1928年8月23日 - 2019年11月27日）は、日本の日本文学研究者。専門は近代文学で、森鷗外や永井荷風などを研究した。本名・竹盛 天勇（たけもり てんゆう）。早稲田大学名誉教授。
広島県比婆郡生まれ。1943年森永契天のもとで禅門得度し、天勇と改名。1947年駒澤大学予科入学、1952年早稲田大学第一文学部文学科国文学専修卒業。卒業後は群馬県立前橋商業高等学校や経過高等学校の教員を務め、1967年早稲田大学専任講師。1970年同助教授。1999年3月定年退職。
名誉教授。1991年から『国文学 解釈と鑑賞』に「鷗外 その出発」を長期連載。

## 著書
- 『鷗外 その紋様』小沢書店 1984
- 『介山・直哉・龍之介 1910年代孤心と交響』明治書院 1988
- 『漱石文学の端緒』筑摩書房 1991
- 『明治文学の脈動 鷗外・漱石を中心に』国書刊行会 1999

## 編著
- 『夏目漱石必携』学燈社 1981
- 『夏目漱石必携 2』学燈社 1985
- 『森鷗外必携』学燈社 1990
- 『新・現代文学研究必携』学燈社 1993
- 『講座森鷗外』全3巻 平川祐弘,平岡敏夫共編、新曜社、1995-1997
- 『學藝小品 森鷗外/稲垣達郎』明治書院 1999